# فرانك وايتهاوس
فرانك وايتهاوس (بالإنجليزية: Frank Whitehouse)‏ (1 يونيو 1876 في المملكة المتحدة - ) هو لاعب كرة قدم بريطاني (وحمل سابقاً جنسية المملكة المتحدة لبريطانيا العظمى وأيرلندا) في مركز الهجوم. لعب مع بورت فايل وستوك سيتي وGlossop North End A.F.C. ‏.